# 小行星14224
小行星14224（14224 Gaede）是一颗绕太阳运转的小行星，为主小行星带小行星。该小行星于1999年12月6日发现。

## 轨道参数
小行星14224的轨道半长轴为2.6587498 UA，离心率为0.2。